# Знак деления
Знак деления — математический символ в виде двоеточия (∶), обелюса (÷) или косой черты (∕), используемый для обозначения оператора деления.
В большинстве стран используют двоеточие (∶), в англоязычных странах и на клавишах микрокалькуляторов — символ (÷). В связи с большими неудобствами и даже невозможностью введения полноценных дробей в компьютер во времена операционных систем без GUI использовали упрощённые знаки для формул, в том числе для знака деления использовали значок косой черты (∕).

## История символа
Герон, Диофант и исламские авторы в качестве знака деления использовали горизонтальную черту дроби. В средневековой Европе деление часто обозначали буквой D. Отред в своём труде Clavis Mathematicae (1631) предпочёл косую черту или (иногда) знак правой круглой скобки, последняя встречается и у Штифеля: конструкции {\displaystyle 8)24} или {\displaystyle 8)24(} означали деление {\displaystyle 24} на {\displaystyle 8.} Двоеточием деление стал обозначать с 1684 года Лейбниц в трактате Acta eruditorum.
Швейцарский математик Иоганн Ран ввёл для обозначения деления знак (÷) (обелюс). Вместе со знаком умножения в виде звёздочки (∗) он появился в его книге «Teutsche Algebra» в 1659 году. Из-за распространения в Англии знак Рана часто называют «английским знаком деления», однако корни его лежат в Швейцарии. Ранее Жирар использовал символ обелюса как синоним минуса. Попытка Американского национального комитета по математическим стандартам (англ. National Committee on Mathematical Requirements) вывести обелюс из практики (1923) оказалась безрезультатной.

## Другие употребления символов(÷)и(∶)
Символы (÷) и (∶) могут использоваться также для обозначения диапазона. Например, «5÷10» может обозначать диапазон [5, 10], то есть от 5 до 10 включительно. Если имеется таблица, строки которой обозначаются числами, а столбцы — латинскими буквами, то запись вида «D4:F11» может использоваться для обозначения массива ячеек (двумерного диапазона) от D до F и от 4 до 11.

## Кодировка
| Знак | Юникод | Юникод         | Название   | HTML/XML          | HTML/XML   | HTML/XML  | LaTeX    |
| Знак | Код    | Название       | Название   | Шестнадцатеричное | Десятичное | Мнемоника | LaTeX    |
| ---- | ------ | -------------- | ---------- | ----------------- | ---------- | --------- | -------- |
| ∶    | U+2236 | RATIO          |            | &#x2236;          | &#8758;    | &ratio;   | \vdotdot |
| :    | U+003A | COLON          | двоеточие  | &#x003A;          | &#58;      | &colon;   | :        |
| ÷    | U+00F7 | DIVISION SIGN  |            | &#x00F7;          | &#247;     | &divide;  | \div     |
| (/)  | U+002F | SOLIDUS        | slash      | &#x002F;          | &#47;      | &sol;     | /        |
| ∕    | U+2215 | DIVISION SLASH |            | &#x2215;          | &#8725;    | —         | /        |
| ⁄    | U+2044 | FRACTION SLASH | слэш дроби | &#x2044;          | &#8260;    | &frasl;   | /        |

### Комментарии
1. ↑  Соответствующий символ Юникода ratio доступен не во всех шрифтах (можно использовать обычное двоеточие (:)), а в Lucida Sans Unicode он состоит из трёх точек.